# Vagit Jusufovič Alekperov
Vagit Jusufovič Alekperov (in russo Вагит Юсуфович Алекперов?, in azero: Vahid Yusuf oğlu Ələkbərov; Baku, 1º settembre 1950) è un imprenditore russo-azero, presidente della più grande azienda petrolifera russa e seconda al mondo per riserve, la LUKoil, dal 1993 al 2022. In precedenza è stato il primo a ricoprire la carica di viceministro dell'industria petrolifera e del gas dell'URSS (1991-1992).
Nel 2021, secondo la rivista d'affari americana Forbes, Vagit Alekperov ha un patrimonio stimato di 24,9 miliardi di dollari che lo classifica come la 66a persona più ricca del mondo e la 4a persona più ricca della Russia.
Alekperov possiede il 36,8% dello Spartak Football Club (Mosca). Suo socio in affari è Leonid Fedun.

## Biografia
Alekperov è nato a Baku, nell'allora RSS Azera, uno dei primi centri dell'industria petrolifera internazionale. Suo padre, che morì quando Vagit era un ragazzo, lavorò nei campi petroliferi per tutta la vita e ispirò Alekperov a seguire le sue orme. Il padre di Alekperov era un musulmano azero e sua madre, ortodossa russa. Alekperov è religioso, ma non si definisce né musulmano né ortodosso. Appena diciottenne ottenne il suo primo lavoro nel settore petrolifero. Ottenuta la laurea al Azerbaijan Oil and Chemistry Institute nel 1974 e nel corso della sua vita occupò diverse cariche politiche in seno all'Unione Sovietica, principalmente nel ministero per l'energia e i carburanti.
Trasferitosi in Siberia Occidentale nel 1979, Alekperov lavorò alla Surgutneftegaz tra il 1979 e il 1985, guadagnandosi la reputazione di esperto del settore. Scalando posizioni lavorative, nel 1985 divenne il primo vicedirettore generale della società di produzione Bashneft. Nel 1987, è diventato direttore generale della nuova società di produzione Kogalymneftegaz.
Nel 1990, Alekperov fu nominato viceministro dell'industria del petrolio e del gas dell'Unione Sovietica e divenne il viceministro più giovane dell'energia nella storia dell’Unione Sovietica. A quel tempo, Alekperov promosse la creazione di compagnie energetiche statali verticalmente integrate che avrebbero riunito la vasta gamma di organizzazioni del settore energetico le quali, all'epoca, facevano capo a diverse istituzioni burocratiche sovietiche.
Come viceministro dell'industria petrolifera e del gas dell'Unione Sovietica, Alekperov fu impegnato nella formazione della prima compagnia energetica statale verticalmente integrata, Langepas-Uray-Kogalymneft, che fu fondata alla fine del 1991 come filiale del Ministero dei combustibili e dell'energia. Nell'aprile 1993, Langepas-Uray-Kogalymneft divenne LUKoil Oil Company, con Alekperov come presidente.

## Vita privata
Alekperov è sposato con Larisa Victorovna Alekperova e ha un figlio Jusuf nato nel 1990.

## Filantropia
Nel 2007 Vagit Alekperov ha fondato la Fondazione "Il nostro futuro" per promuovere l'imprenditoria sociale in Russia.
Durante la pandemia di coronavirus del 2020, la Lukoil ha donato più di 652 milioni di rubli in 22 regioni russe e quasi 900 000 dollari nei suoi paesi all'estero dove la società opera. Vagit Alekperov ha anche donato 50 milioni di rubli di finanze personali per combattere il coronavirus nella Repubblica dei Komi.